# Lliga Internacional dels Treballadors - Quarta Internacional
La Lliga Internacional dels Treballadors - Quarta Internacional (LIT-QI) és una organització internacional, de tendència trotskista fundada el 1985 per Nahuel Moreno. El seu objectiu és bastir el Partit Mundial de la Revolució Socialista. El 1994, s'hi escindí el Centre Internacional del Trotskisme Ortodox (CITO) que actualment està pendent de reintegrar-s'hi. A l'Estat espanyol la seva secció oficial és el Partit Revolucionari dels Treballadors-Esquerra Revolucionària (PRT-ER) i té una secció simpatitzant, la Lucha Internacionalista (LI) que s'escindí del PRT-ER quan aquest entrà a la coalició IU, de la que després en sortiren l'any 2004. A Itàlia existeix el Partito di Alternativa Comunista (PdAC) com a secció més important a nivell continental. A Amèrica Llatina, on la LIT-QI té una major presència, el grup de més importància és el brasiler Partido Socialista dos Trabalhadores Unificado (PSTU).